# Kingdom Hearts 358/2 Days (série de mangá)
Kingdom Hearts 358/2 Days (キングダム ハーツ 358/2 Days, Kingudamu Hātsu Surī Faibu Eito Deizu Ōbā Tsū), conhecido no Brasil como Kingdom Hearts 358/2 Dias,  é uma série de mangá adaptada por Shiro Amano do jogo de vídeo game Kingdom Hearts 358/2 Days. Essa é a quarta série de mangá adaptada dos jogos da série Kingdom Hearts. O mangá foi publicado na revista mensal Monthly Shōnen Gangan de 2009 a 2012, sendo depois publicada em 5 volumes encadernados.
No Brasil, a série é lançada desde Outubro de 2014 pela Editora Abril.

## Enredo
358/2 Days é centrado na história de Roxas, enquanto pertencia à Organization XIII, e decorre durante o ano em que Sora esteve a dormir, entre os mangás Kingdom Hearts: Chain of Memories e Kingdom Hearts II. O prólogo da história começa com a  criação de Roxas e emseguida, mostra sua entrada na Organization XIII.
Xemnas, líder da Organization XIII, encontra o recém-criado Roxas em "Twilight Town" e recruta-o como o seu 13º membro. Ao contrário dos outros Nobodies, Roxas não tem as memórias da sua pessoa original, quem era antes de se ter tornado num Nobody, Sora, mas desenvolve uma personalidade própria à medida que o tempo passa.
Cada dia Roxas é enviado em missões a outros mundos, quer sozinho quer acompanhado por colegas da Organization XIII, para destruir largas quantidades de "Emblem" Heartless com sua Keyblade e libertar corações roubados, que ajuda na criação de Kingdom Hearts de forma a tornar os membros da Organization XIII seres completos, dando-lhes um coração. Roxas é colocado sob a orientação do colega Axel, que vai se tornando seu melhor amigo.
Um dia, Axel é destacado para ir a "Castle Oblivion", juntamente com outros membros da Organization XIII, deixando Roxas com uma nova parceira, Xion, membro 14 da Organization XIII, que entrou na organização pouco tempo após Roxas. Roxas e Xion começam a criar laços a partir das semelhanças que têm um com o outro, incluindo a habilidade de Xion de também usar uma Keyblade e não ter memórias do passado, como Roxas.
Algum tempo depois Roxas entra em coma causado pela alteração das memórias de Sora (devido aos acontecimentos de Kingdom Hearts: Chain of Memories), e não acorda até várias semanas depois, quando Axel volta de "Castle Oblivion" como o único sobrevivente do grupo.
Ao fim de algum tempo Xion desenvolve uma amizade com Roxas e Axel, comendo picolés de sea-salt sobre o relógio de "Twilight Town", após as suas missões. Pouco depois Xion também entra em coma, após falhar ao tentar matar Riku. Assim como Roxas, ela tem visões de Sora após acordar do seu coma.
Com o passar do tempo Xion começa a questionar a sua existência, distanciando-se de Roxas e Axel para o descobrir por si própria. Eventualmente descobre que ela é uma réplica, criada por Xemnas, das memórias mais importantes de Sora, que são de Kairi. E que foi criada como plano reserva, caso Roxas falhasse na sua missão. Acaba também por descobrir que a sua própria existência está impedindo Sora de recuperar a totalidade das suas memórias.
Xion fica então indecisa sobre se deve ficar com os seus amigos ou fundir-se com Sora, como Riku a aconselhou a fazer, mas no final decide fugir da Organization XIII, após ver que os seus poderes começavam a crescer exponencialmente, enquanto que os de Roxas decresciam. Compreendendo a situação, Axel deixa Xion fugir, mas perde a confiança de Roxas.Após descobrir a verdadeira identidade de Xion através de Xemnas, Roxas começa a questionar se também ele será uma réplica, confrontando Axel para obter respostas, que acaba por não conseguir. Isto faz com que Roxas perca a confiança no seu melhor amigo e separare-se da Organization XIII, em busca de alguém que saiba a verdade acerca de si próprio.
Em "Twilight Town", Roxas confronta Xion, a quem Xemnas já havia alterado para concretizar o propósito original de absorver Roxas, tornando-se assim num novo Sora, mas Roxas vence Xion, que lhe pede para parar o plano de Xemnas antes de desaparecer e voltar a fazer parte do verdadeiro Sora, causando todas as memórias de si própria a desaparecerem gradualmente de todos os que a conheciam e haviam cruzado caminhos com ela.
Pouco depois, em "The World that Never Was" Riku tenta capturar Roxas, para o levar a DiZ. Quando Roxas o vence Riku é apoderado pela escuridão que ainda restava no seu coração, dando-lhe o poder suficiente para subjugar Roxas, mas também dando-lhe a forma física de "Ansem", que residia no seu coração. Seguindo a derrota e captura de Roxas, DiZ mete Roxas num mundo virtual de "Twilight Town", sem qualquer das suas memórias acerca da Organization XIII, para que Roxas possa eventualmente fundir-se com Sora e completar a recuperação das suas memórias.
À medida que Roxas corre em direção ao seu lugar favorito (dando assim o início a Kingdom Hearts II), a torre do relógio é vista uma última vez

### Mundos visitados
-Originais
- Traverse Town, uma espécie de "parada", onde realmente começa a aventura. Personagens como Yuffie Kisaragi, Cid Highwind e Aerith Gainsborough de Final Fantasy VII e Squall Leonhart de Final Fantasy VIII aparecem lá.
- The World That Never Was
- Twilight Town (Cidade do Crepúsculo);
- Castle Oblivion (Castelo do Esquecimento), o mundo ‘real’ na história; os outros são ambientes gerados pelas memórias.É situado no End Of The World.
- Destiny Islands, mundo dos protagonistas da série: Sora, Riku e Kairi.

-Disney
- Wonderland (País das Maravilhas), de Alice no País das Maravilhas (1951).
- Agrabah, de Aladdin (1992).
- Olympus Coliseum (Coliseu Olímpico), de Hércules (1997).
- Neverland (Terra do Nunca), de Peter Pan (1953).
- Beast's Castle (Castelo da Fera), de A Bela e a Fera (1991)

## Lista de Volumes
| - Prólogo - 1 - Roxas - 2 – Amigos - 3 - Xion - 4 – Algum Problema? - 5 – Um Oceano de Lembranças - 5.5 - Ano Novo na Organização e Férias de Inverno! - 6 – O Energético da Manhã - 7 – A Melancolia do Mestre da Keyblade |

| - 8 – Melhores Amigos...? - 9 – A Mãe da Invenção - 10 – A Supremacia de Xion - 11 - Querido - 12 – Um Impostor - 13 - Vigilância - 14 – Férias de Verão - 15 – Lembranças à Tona - 16 - 149 Dias - 17 - O Botão Errado |

| - 18 – Fracasso - 19 – O Apostador do País das Maravilhas - 20 – O Apostador do País das Maravilhas - Parte 2 - 21 – O Apostador do País das Maravilhas - Parte 3 - 22 – A Verdadeira Natureza de Xion - 23 – Distorção - 24 – O Ritmo da Terra do Nunca |

| - 25 – O Ritmo da Terra do Nunca - Parte 2 - 26 – O Começo do Fim - 27 – Dias Intermináveis - 28 – Aquele Que Não Pode Retornar - 29 – Fragmentos - Bônus - O Amor de Um Dusk |

| - 30 – Poder Decadente - 31 – O Último Pôr do Sol - 32 – Palavras Que Nunca Irão Alcançá-lo - 33 – Dia 356 - 34 – Caminhos - 35 – Sonhos Nostálgicos de Um Nobody |